# In der Mühle

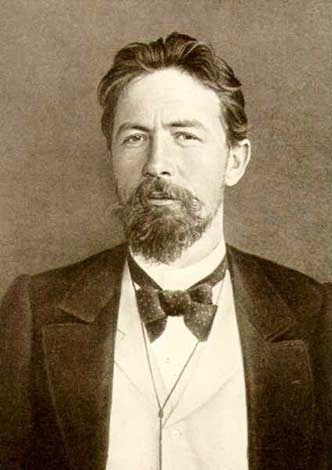
Anton Tschechow

In der Mühle (russisch На мельнице, Na melnize) ist eine Kurzgeschichte des russischen Schriftstellers Anton Tschechow, die am 17. November 1886 in der Tageszeitung Peterburgskaja gaseta erschien.

## Inhalt
Die Mönche Kliopa und Diodor laden von ihrem Bauernwagen Roggensäcke zum Mahlen ab. Der Müller Alexej Dorofejitsch Birjukow, ein stämmiger Junggeselle mittleren Alters, sucht mit den beiden emsig Arbeitenden Streit. Diesmal geht es um das Fischereirecht im Fluss. Die Mönche arbeiten zunächst schweigend weiter, können aber der Auseinandersetzung nicht aus dem Wege gehen. Gerne führen beide das Getreide des Klosters zu einer anderen Mühle, doch gibt es in der Nähe keine. Als die Mutter des Müllers naht, die bei Alexejs verheiratetem Bruder Wassili in der Vorstadt lebt, mäßigt er seine Beleidigungen gegen die Mönche und ihren Archimandriten. Der Besuch kommt ihm jedoch ungelegen und so zieht er über seinen Bruder, den Gelegenheitstrinker Wassili, her. Für diesen und seine vier Kinder bittet die Mutter den wohlhabenden Sohn jedoch um Hilfe. Die große Familie muss in der Vorstadt in einem Zimmer nächtigen. Alexej gibt nichts ab, was die Mutter bereits befürchtet hatte. Sie beklagt nun den Lebenswandel des Müllers. Er plündere die Leute aus. Trotzdem schenkt die alte Frau dem Sohn einen Pfefferkuchen. Der Müller kann nicht mehr an sich halten und weist das leicht zerdrückte Geschenk entschieden zurück. Aus seinem Geldbeutel kramt er unter dem Packen Scheine und klimpernden Silbermünzen ein Zwanzigkopekenstück hervor und überreicht es seiner Mutter errötend zum Abschied.

## Verfilmung
- 1984, Sowjetunion, Gosteleradio (Staatliches Fernsehen und Rundfunk)[2]: Die unglaubliche Wette[3] – Episodenfilm (76 min, russisch) von Wladimir Motyl[4] mit Juri Smirnow[5] als Müller Alexej Birjukow.

## Verwendete Ausgabe
- In der Mühle. S. 271–278 in Gerhard Dick (Hrsg.) und Wolf Düwel (Hrsg.): Anton Tschechow: Das schwedische Zündholz. Kurzgeschichten und frühe Erzählungen. Deutsch von Gerhard Dick. 668 Seiten. Rütten & Loening, Berlin 1965 (1. Aufl.)